# Gunung Blangraweue
Gunung Blangraweue är ett berg i Indonesien.   Det ligger i provinsen Aceh, i den västra delen av landet, 1 700 km nordväst om huvudstaden Jakarta. Toppen på Gunung Blangraweue är 1 801 meter över havet.
Terrängen runt Gunung Blangraweue är kuperad åt sydväst, men åt nordost är den bergig.Runt Gunung Blangraweue är det ganska glesbefolkat, med 22 invånare per kvadratkilometer. I omgivningarna runt Gunung Blangraweue växer i huvudsak städsegrön lövskog.